# ディアブル島
ディアブル島（ディアブルとう、フランス語: Île du Diable イル・デュ・ディアブル）は、南アメリカのフランス領ギアナにある島。英名はデビルズ島（デビルズとう、英語: Devil's Island デビルズ・アイランド）。日本名は悪魔島（あくまとう）または鬼ヶ島。

## 概要
フランス領ギアナの北海岸沖合い11kmにある面積14ヘクタールほどの島で、1852年（ナポレオン3世の第二帝政期）にフランスの政治犯など重犯罪者を収容するための監獄が島に設置された。現在でも監獄の建物の跡地が残っており、観光地化されている。
椰子の木に覆われ、岩が多く、最も高い地点で海抜40mほどになる。フランス領ギアナ本土の沖合いに浮かぶ火山列島、サリュー諸島（Îles du Salut）を構成する3つの島のうち、悪魔島は最も北に位置する。
1852年以来悪魔島に収容された受刑者はたった数十人であり、またギアナ流刑地のごく一部に過ぎないにもかかわらず、その印象的な名前から流刑地全体を指す名として誤用されている。アルフレド・ドレフュスが、1895年から1899年までこの島で服役したことでも有名である。

悪魔島のほかにもサンジョセフ島（Île Saint-Joseph）やロワイヤール島（Île Royale）、本土側の町であるサン＝ローランやカイエンヌ、クールーなどにも監獄があった。

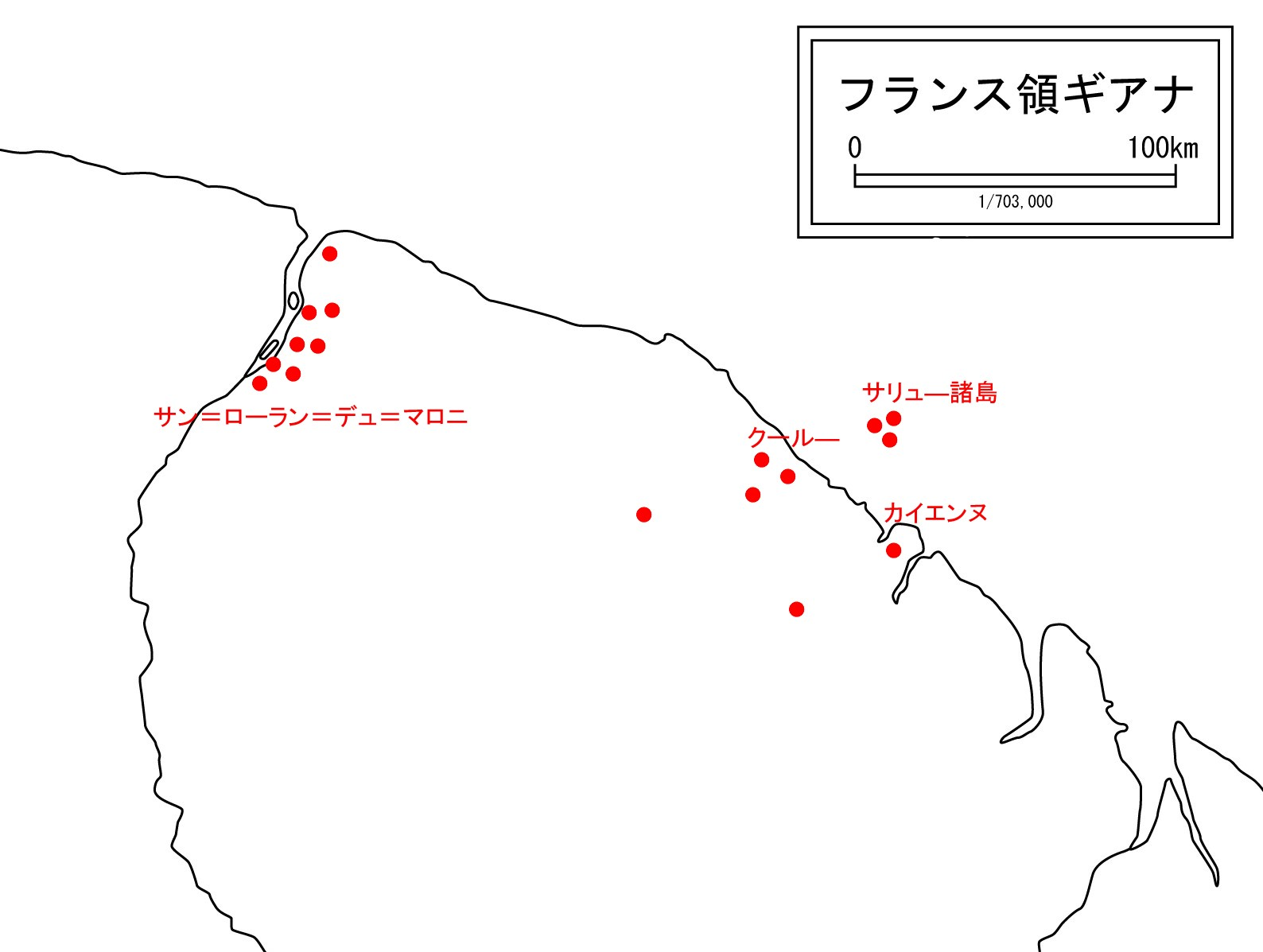
流刑地の監獄・キャンプ（収容所）分布図

ギアナ流刑地はフランス史上最も悪名高い流刑地であり、8万人以上の犯罪者がこの地に送られたが、多くは疫病の蔓延する環境に耐えられず死んでいった。脱獄するには密林を抜けて、ボートなどに乗らなければならないため、成功した者は少数とされている。1854年の法律では、強制労働8年以上を宣告された受刑者は釈放後も一生涯「免囚」としてフランス領ギアナで過ごさなければならないことになっていた（強制労働8年未満の受刑者は、釈放後も元々の刑期と等しい期間をギアナで過ごさなければならなかった。この刑罰は「折り返し」と呼ばれていた）。
1938年6月17日、フランス政府はギアナへの受刑者の移送中止を決定する法令を可決した。1953年にディアブル島の流刑地は永久に閉鎖され、受刑者の多くはフランスの大都市の刑務所に移され、一部の受刑者はフランス領ギアナに残った。

## 脱獄囚

### ルネ・ベルブノワ
ギアナ流刑地から脱獄に成功した最も有名な囚人であり、1938年2月にアメリカで自伝『乾いたギロチン』を出版した。

### アンリ・シャリエール
1969年にフランスに帰国し、小説『パピヨン』を出版した。
1973年に小説『パピヨン』を原作とした映画『パピヨン』が公開され大ヒット。